# 别别儿的
别别儿的（?—?），15世紀乞儿吉思首领，曾臣服于瓦剌，明朝称他为万户。
宣德五年（1430年），别别儿的派遣副千户巴巴力到北京奏事，明宣宗赐他彩币。一说他就是《明英宗实录》里正统四年（1439年）正月癸卯，所说的瓦剌的把把的丞相，是四卫拉特联盟的成员。有学者认为他是也先的弟弟大同王。